# Rhaphidorrhynchium brevi-horridum
Rhaphidorrhynchium brevi-horridum là một loài Rêu trong họ Sematophyllaceae. Loài này được (Broth.) Broth. miêu tả khoa học đầu tiên năm 1925.